# Zenis
Zenis là một chi bướm ngày thuộc họ Bướm nâu.